# アレクソンドラ・リー
アレクソンドラ・リー（Alexondra Lee、1975年2月8日 - ）は、アメリカ合衆国の女優。

## 出演作品
- パラノーマル・アクティビティ4（ホリー）
- CSI:科学捜査班
- 恋するマンハッタン シーズン2
- ボストン・パブリック シーズン1
- アン・ライスの囁く骨
- ロードランナー（アシュレイ）